# Диллингенский университет
Диллингенский университет (нем. Universität Dillingen) — католический иезуитский университет в городе Диллинген-на-Дунае в современной Баварии, существовавший в период с 1551 по 1803 годы. Главной целью этого учебного заведения, следовавшего доминиканско-томистскому истолкованию испанской поздней схоластики, было образование католического священства и дворянства южной Германии.
Непосредственным предшественником университета был Колледж св. Иеронима (лат. Collegium St. Hieronymi), основанный во исполнение решений Тридентского собора аугсбургским князем-епископом Отто фон Вальдбургом в 1549 году. 1 марта 1551 года римский папа Юлий III присвоил колледжу статус университета; университетский статус и связанные с ним привилегии 30 июня 1553 года были подтверждены также императором Карлом V.
Организация учебного процесса была поручена испанскому доминиканцу Педро де Сото (исп. Pedro de Soto, 1493—1563) — участнику Тридентского собора и духовнику Карла V. Первым ректором университета в Диллингене стал Корнелий Герлен фон Розенталь (нем. Cornelius Herlenus von Rosenthal).
После отъезда де Сото в Оксфорд Отто фон Вальдбург — вероятно, по настоянию своего советника Петра Канизия — 17 августа 1564 года передал попечение университета ордену иезуитов.
Изначально Диллингенский университет состоял всего из двух факультетов: артистического (свободных искусств) и теологического, которые с течением времени были дополнены юридическими кафедрами в 1625 году (превращены в полноценный юридический факультет в 1743 году), и медицинско-хирургическим отделением — около 1750 года.
В связи с запретом деятельности иезуитов в 1773 году университет вернулся под управление аугсбургского епископа, и в ходе медиатизации был упразднён в 1803 году баварским курфюрстом Максимилианом IV Иосифом.
Взамен в 1804 году на базе уже бывшего университета для дальнейшей подготовки будущих священников был основан академический лицей, в 1923 году превращённый в Диллингенскую высшую философско-теологическую школу (нем. Philosophisch-Theologische Hochschule Dillingen). Последняя была распущена в апреле 1971 года; в то же самое время большая часть студентов и профессоров перешли в Отделение католической теологии основанного в 1970 году Аугсбургского университета.
В настоящее время в помещениях бывшего Диллингенского университета располагается основанная в 1971 году баварская Академия повышения педагогической квалификации (нем. Akademie für Lehrerfortbildung und Personalführung).

## Известные профессора Диллингенского университета
- Альбер, Фердинанд (1548—1617) — студент университета и позже профессор философии
- Бруннер, Андреас (1589—1650) — историк, прозванный баварским Ливием, и поэт, профессор моральной теологии и проповедник
- Вангнерек, Генрих (1595—1664) — теолог и философ, канцлер университета
- Вебер, Иосиф фон (1753—1831) — естествоиспытатель и теолог
- Курц, Альберт (1600—1671) — писатель и переводчик, астроном
- Раслер, Иоганн Кристоф (1654—1723) — профессор моральной теологии и догматики, ректор (1714—1716)
- Зайлер, Иоганн Михаэль (1751—1832) — профессор теологии, и позднее епископ Регенсбурга
- Сото, Педро де (1493—1563) — советник Карла V
- Таннер, Адам (1572—1632) — профессор теологии; один из самых значительных иезуитских теологов
- Штадлер, Даниэль (1705—1764) — историк, профессор философии, духовник и советник баварского курфюрста Максимилиана III Иосифа